# Mount Foster
Mount Foster ist der höchste Berg auf Smith Island im Archipel der Südlichen Shetlandinseln in der Antarktis. Er ist der höchste Gipfel der Imeon Range, des zentralen Gebirgszugs der Insel, und mit einer Höhe von 2105 Meter über dem Meer die höchste Erhebung des gesamten Archipels. Die Erstbesteigung erfolgte am 30. Januar 1996 durch ein vierköpfiges kanadisch-neuseeländisches Team, bestehend aus Bruce Dowrick, Dan Mannix, Roger Thompson and Greg Langreth. Benannt ist die Erhebung nach Henry Foster (1796–1831), einem britischen Marineoffizier und Antarktisforscher, der 1829 Smith Island kartiert hatte.

## Karten
- L. L. Ivanov: Antarctica: Livingston Island and Greenwich, Robert, Snow and Smith Islands. Topografische Karte im Maßstab 1:120.000. Manfred-Wörner-Stiftung, Troyan, 2009, ISBN 978-954-92032-6-4